# Quaregna
Quaregna ist eine Fraktion (Ortsteil, ital. frazione) der Gemeinde Quaregna Cerreto mit zuletzt 1.430 Einwohnern (Stand: 30. April 2018) in der italienischen Provinz Biella (BI), Region Piemont. Der Name Quaregna stammt aus dem Lateinischen aqua regnat, Übersetzung: wo Wasser regiert, da das Gebiet nicht nur vom Bach Quargnasca, sondern auch von kleineren Wildbächen, im Bereich der Hügel sogar reichhaltig von Quellen durchzogen wird.

## Geographie
Das frühere Gemeindegebiet umfasste eine Fläche von etwa fünf km².

## Geschichte
Auf dem Friedhof von Quaregna ist Amedeo Avogadro beigesetzt.
Zum 1. Januar 2019 wurde nach einem Referendum aus Quaregna und Cerreto Castello die neue Gemeinde Quaregna Cerreto gebildet.

## Kulinarische Spezialitäten
In der Umgebung von Quaregna wird Weinbau betrieben. Das Rebmaterial findet Eingang in den DOC-Wein Coste della Sesia.